# Hakan Savaş Mican
Hakan Savaş Mican (* 1978 in West-Berlin) ist ein deutscher Filmemacher, Theaterautor und -regisseur.

## Leben
Als Sohn türkischer Einwanderer in Berlin geboren, wuchs Mican bei der Großmutter in der Türkei auf. Nachdem er 1995 in Ankara das türkische Abitur bestanden hatte, studierte er von 1997 bis 2004 Architektur an der TU Berlin und anschließend Regie an der Deutschen Film- und Fernsehakademie Berlin (dffb). Seit 2008 arbeitet er für das Theater.

## Werk
Im Anschluss an das Regiestudium drehte Mican mehrere Kurzspielfilme und Fernsehdokumentationen. Für das Theater inszeniert Hakan Savaş Mican seit 2008 eigene Stücke, Stückbearbeitungen und Romanadaptionen. Er arbeitete u. a. am Ballhaus Naunynstraße in Berlin, am Staatstheater Mainz, am Münchner Volkstheater und am Thalia Theater in Hamburg. Seit 2013 ist er Hausregisseur am Berliner Maxim Gorki Theater unter der Intendanz von Shermin Langhoff.
Zu Beginn der Intendanz von Shermin Langhoff und Jens Hillje inszenierte er am Maxim Gorki Theater Schwimmen lernen – ein Lovesong von Sasha Marianna Salzmann. Mit dieser Aufführung wurde er 2014 zum Festival junger Regisseure Radikal jung ans Münchner Volkstheater und zum Heidelberger Stückemarkt eingeladen. In München inszenierte er im selben Jahr Kasimir und Karoline. Am Maxim Gorki Theater folgten diverse Inszenierungen eigener Texte, u. a. Berlin-Oranienplatz, Berlin-Kleistpark und Alles wird schön sein, sowie Aufführungen von Autoren wie Sasha Marianna Salzmann, Ödön von Horváth, Erich Maria Remarque und Hans Fallada.
Den Stil seiner Inszenierungen nennt Mican unspektakulär und bodenständig. Als Regisseur arbeite er nicht mit Schauspielern, sondern mit Menschen, deren Individualität er in die Theaterfiguren integriere.

## Auszeichnungen
- 2012: Monica-Bleibtreu-Preis in der Sparte „Zeitgenössisches Drama“ für sein Stück Pauschalreise – 1. Generation[3]
- 2013: Monica-Bleibtreu-Preis in der Sparte „Zeitgenössisches Drama“ für sein Stück Saison der Krabben
- 2022: Deutscher Musical Theater Preis in der Kategorie „Bestes Buch“ für sein Stück Berlin Karl-Marx-Platz (Neuköllner Oper)